# اگر، شرانت
اِگر (به فرانسوی: Aigre) یک کمون در فرانسه است که در Canton of Aigre واقع شده‌است.

## خصوصیات
اِگر ۶٫۵۹ کیلومترمربع مساحت و ۱٬۰۷۶ نفر جمعیت دارد و ۶۸ متر بالاتر از سطح دریا واقع شده‌است.